# Peschiera Borromeo
Peschiera Borromeo est une commune italienne d'environ 22 600 habitants située dans la ville métropolitaine de Milan, dans la région de la Lombardie, dans l'Italie nord-occidentale.

## Administration
| Période                                  | Période | Identité | Étiquette | Qualité |
| ---------------------------------------- | ------- | -------- | --------- | ------- |
|                                          |         |          |           |         |
| Les données manquantes sont à compléter. |         |          |           |         |

### Frazione
Peschiera, Mirazzano, San Bovio, Bettola, Bellingera, Mezzate, Bellaria, Zelo, Foramagno, Plasticopoli, Canzo, Linate.

### Communes limitrophes
Milan, Pioltello, Segrate, Rodano, Pantigliate, San Donato Milanese, Mediglia.